# Hàng không năm 2007
Đây là danh sách các sự kiện hàng không nổi bật xảy ra trong năm 2007:

## Chuyến bay đầu tiên

### Tháng 1
- 23 tháng 1 - Lockheed CATBird

### Tháng 7
- 26 tháng 7 - Embraer Phenom 100 Executive Jet (tại São José dos Campos,Brasil)

## Bắt đầu hoạt động

### Tháng 10
- 25 tháng 10 - Airbus A380 thuộc hãng hàng không Singapore Airlines thực hiện thành công chuyến bay thương mại đầu tiên giữa Singapore và Sydney, Australia.